# Järbo kyrka, Dalsland
Järbo kyrka är en kyrkobyggnad som sedan 2022 tillhör Färgelanda-Högsäters församling (2010-2019 Järbo-Råggärds församling och tidigare Järbo församling) i Karlstads stift. Den ligger i kyrkbyn Järbo i Färgelanda kommun. 

## Kyrkobyggnaden

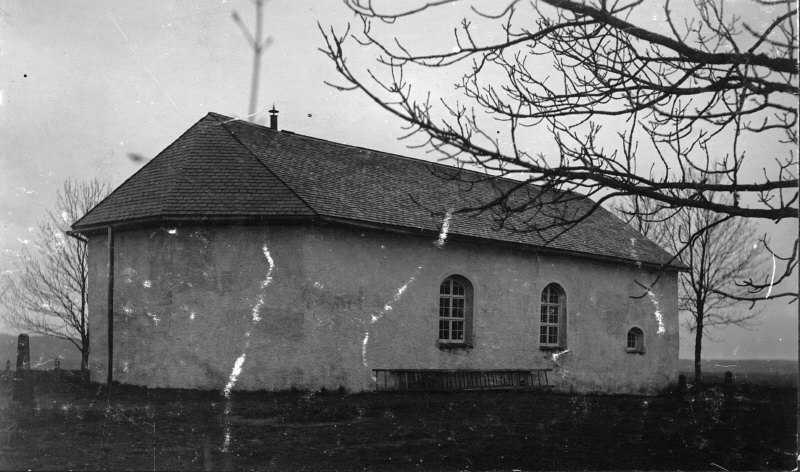
Kyrkan innan tornet byggdes till

Kyrkan har en stomme av sten och består av långhus med tresidigt kor i öster. Vid långhusets västra kortsida finns ett kyrktorn. Norr om koret finns en vidbyggd sakristia. Kyrkans väggar är belagda med spritputs och genombryts av rundbågiga fönsteröppningar. Långhus och sakristia täcks av skifferklädda sadeltak. Kyrktornet har en kopparklädd huv med en kopparklädd spetsig tornspira som kröns av ett kors på kula. 

### Tillkomst och ombyggnader
Ursprungliga kyrkan uppfördes på medeltiden, någon gång under tidsperioden 1100-talet till 1300-talet. Möjligen hade kyrkan från början ett rakt kor i öster och ingång från söder. 1731 förlängdes kyrkan åt öster och fick sitt nuvarande tresidiga kor. Senare på 1700-talet, vid okänd tidpunkt, byggdes långhuset ut åt väster. 1924 genomfördes ombyggnader efter ritningar av arkitekt Sten Branzell då nuvarande kyrktorn och sakristia uppfördes. Vid långhusets västra gavel fanns ett vapenhus av trä som flyttades till kyrkogårdens sydöstra hörn och numera används som förråd. 1932 installerades elektrisk belysning med ny armatur efter ritningar av Sten Branzell. 1939 installerades centralvärme med pannrum under sakristian. 1948 genomfördes reparations- och målningsarbeten under ledning av arkitekt Axel Forssén. Kyrkan målades om in- och utvändigt. Orgelläktaren byggdes om och försågs med ny orgel och orgelfasad. Åren 1975-1976 genomfördes en renovering efter program av arkitekt Jerk Alton. Interiören förändrades och på tornspiran byttes beläggningen ut från ekspån till kopparplåt. År 2000 lades skiffertaken om.

## Inventarier

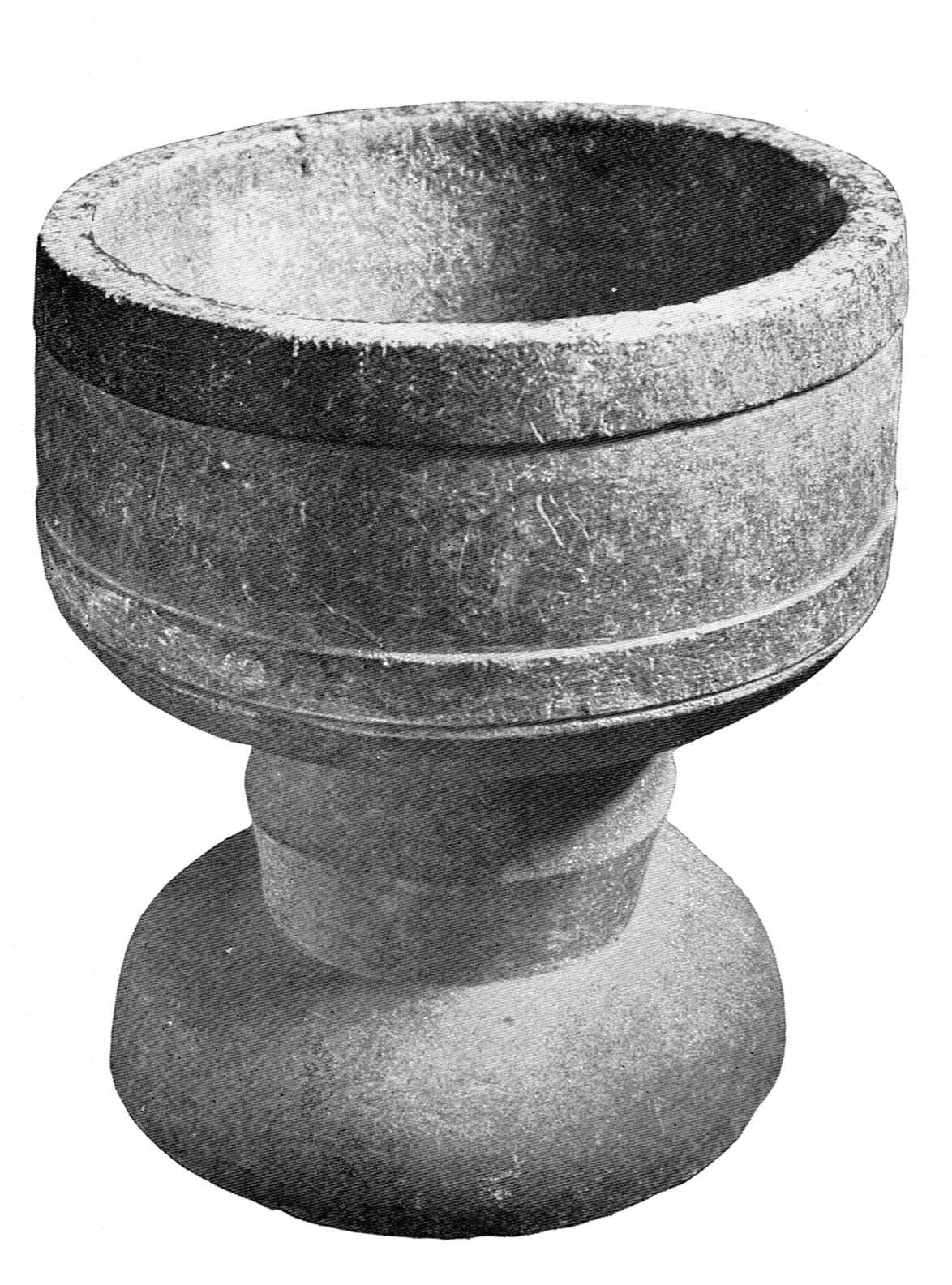
Dopfunten.

- I korets södra del finns en dopfunt av täljsten från 1200-talet. Höjd 67 cm i ett stycke. Cuppa, fot och skaft är cylindriska. Det finns band längs cuppans över- och nederkanter och en markerad fals på skaftet. Uttömingshål saknas. Funten är tämligen välbevarad.[1]
- Predikstolen är antingen från senare hälften av 1600-talet eller från början av 1700-talet.
- Altartavlan på nio kvadratmeter är en triptyk målad i olja direkt på trä av en okänd mästare. I tavlans nederkant står årtalet 1672. Mittavlans och sidotavlornas motiv är Golgatadramat där Jesus är korsfäst tillsammans med två rövare. Nedanför korset står Maria från Magdala, Johannes och Jesu mor Maria. I tavlans överdel finns änglar avbildade. Altartavlan renoverades 1976.
- I tornet hänger två kyrkklockor från 1916 respektive 1924. Tidigare klockor förstördes när klockstapeln brann 1915.

### Orgel
- Tidigare användes ett harmonium i kyrkan.
- Orgeln på västra läktaren är pneumatisk och byggd 1952 eller 1942 av Nordfors & Co, Lidköping. Den är oförändrad sedan sin tillkomst och har elva stämmor fördelade på två manualer och pedal. Orgeln har en fri kombination och automatisk pedalväxling.[2]

| Huvudverk I   | Svällverk II      | Pedal      | Koppel  |
| Principal 8´  | Rörflöjt 8´       | Subbas 16´ | I/P     |
| Gedackt 8'    | Salicional 8'     | Oktava 4´  | II/P    |
| Oktava 4'     | Flöjt 4'          |            | II/I    |
| Mixtur 3 chor | Nasard 2 2/3'     |            | II 4'/I |
|               | Svegel 2'         |            | II 4'/P |
|               | Crescendosvällare |            |         |

## Omgivningar
Kyrkan omges av en kyrkogård som avgränsas av en kallmur och stora lövträd. Vid kyrkogårdens nordöstra hörn finns ett bårhus uppfört 1955 efter ritningar av arkitekt Axel Forssén. Vid östra muren finns en förrådsbyggnad från 1800-talet som tidigare var vapenhus. Öster om kyrkan fanns en fristående klockstapel som brann ned 1915. 1994 uppfördes en ekonomibyggnad på samma plats.